# Det kommer en dag då bokrullen öppnas
Det kommer en dag då bokrullen öppnas är en psalm med text och musik från 1961 av Grethel Olsson. Texten är hämtad ur Uppenbarelseboken 5.

## Publicerad i
- Herren Lever 1977 som nummer 929 under rubriken "Framtid och hopp".[1]